# Christine Sinclair
Christine Sinclair (ur. 12 czerwca 1983 w Burnaby w Kolumbii Brytyjskiej) – kanadyjska futbolistka, zawodniczka Western New York Flash i reprezentacji Kanady w której zadebiutowała w 2000 w meczu przeciwko Chinom w Pucharze Algarve. Jest najskuteczniejszą futbolistką w historii futbolu reprezentacyjnego kobiet i mężczyzn.
Uczestniczyła w Mistrzostwach Świata w Piłce Nożnej Kobiet 2003 w USA (Kanada zajęła IV miejsce, a Sinclair zdobyła 3 bramki), w turnieju Peace Queen Cup 2006 (Kanada doszła do finału, a Sinclair strzeliła 6 bramek, w tym hat-tricka w meczu przeciw Korei Południowej), Mistrzostwach Świata w Piłce Nożnej Kobiet 2007 w Chinach (Kanada odpadła w fazie grupowej, a Sinclair zdobyła 3 bramki; w ostatnim meczu z Australią, Sinclair strzeliła gola na dające Kanadzie awans do ćwierćfinału prowadzenie 2-1, lecz Cheryl Salisbury wyrównała na 2-2 w doliczonym czasie (90'+2'), i zamiast Kanady awansowała Australia). W mistrzostwach świata w 2011 roku zdobyła jedyną bramkę w turnieju dla swojej reprezentacji w meczu przeciwko Niemkom przegranym 2:1. Zespół odpadł po fazie grupowej ulegając trzykrotnie rywalkom.
Uczestniczyła też w turnieju olimpijskim w Pekinie (ćwierćfinał) oraz w Londynie w którym wraz z reprezentacją zdobyła brązowy medal, a sama zdobywając 6 bramek została królową strzelczyń. Po udanym turnieju piłkarskim została wybrana chorążym Kanady na ceremonii zamknięcia igrzysk.